# عمران الجسمی
عمران الجسمی (انگلیسی: Omran Jesmi؛ زادهٔ ۱ سپتامبر ۱۹۷۶) یک بازیکن فوتبال اهل امارات متحده عربی است.
از باشگاه‌هایی که در آن بازی کرده‌است می‌توان به باشگاه فوتبال الشباب امارات، تیم ملی فوتبال امارات متحده عربی، باشگاه الجزیره امارات، و باشگاه فوتبال الشعب امارات اشاره کرد.
وی همچنین در تیم ملی فوتبال United Arab Emirates بازی کرده است.